# Tony Haynes
Anthony Paul „Tony“ Haynes (* 10. Juli 1941 in Epsom; † 17. September 2024 in London) war ein britischer Jazzmusiker (Piano, Posaune, Komposition, Dirigat), der vor allem als Theatermusiker und durch seine Arbeit mit dem Grand Union Orchestra seit 1982 bekannt wurde.

## Leben und Wirken
Haynes, der in der Schule Geige lernte, begann bereits mit 13 Jahren, als Pianist in Tanzkapellen aufzutreten; nachdem er den Blues und Jazz entdeckte, spielte er mit 14 Jahren auch Posaune im Stil des New Orleans Jazz. Zwischen 1960 und 1963 studierte er am Pembroke College der Universität Oxford Musik. Während seines anschließenden Teilzeitstudiums an der Royal Academy of Music war er als Musiker in Westeuropa und Deutschland tätig. 1967 und 1968 absolvierte Haynes ein Masterstudium in zeitgenössischer Musik an der Nottingham University. Er arbeitete zugleich als musikalischer Leiter am Nottingham Playhouse und komponierte Musik für die dortigen Theaterproduktionen.
Von 1970 bis 1975 lehrte Haynes am Trinity College of Music Harmonielehre. Daneben arbeitete er am Everyman Theatre und andere Theater in Großbritannien, darunter auch für die Royal Shakespeare Company. Er schrieb Bühnenmusiken zu Stücken von John Arden, Christopher Bond, Adrian Mitchell oder Bert Brecht.
Im Herbst 1975 gründete Haynes die zehnköpfige britische Jazzrock-Band RedBrass als Ableger des Theaterensembles Belt & Braces Roadshow. Zu den Musikern gehörten der Trompeter Dick Pearce, die Saxophonisten Pete Hurt und Chris Biscoe, der Posaunist Paul Nieman sowie die Sängerinnen Heather Jones und Annie Lennox. RedBrass wurde von der Kritik herausgestellt, auch wegen der Kompositionen von Haynes. Die Band veröffentlichte 1976 das Album Silence Is Consent und tourte mehrfach bis zu ihrer Auflösung 1979.
Das großformatige multikulturelle Grand Union Orchestra entstand aus The Grand Union, einer 1982 von Haynes mit John Cumming, Julie Eaglen und David Bradford gegründeten Tournee-Musiktheatergruppe. In dieser Formation, die Haynes leitete und für die er auch komponierte und arrangierte, konnten junge Nachwuchsmusiker mit unterschiedlichen Migrationshintergründen mit Topmusikern zusammenarbeiten, etwa mit Byron Wallen, Jason Yarde, Tony Kofi, Courtney Pine, Fiona Burnett und Brian Abrahams.
2007 wurde Haynes in der Sendung Jazz File von BBC Radio 3 vorgestellt, als Grand Union sein 25-jähriges Bestehen feierte. 2023 erhielt Haynes mit seinem Grand Union Orchestra bei den Parliamentary Jazz Awards den Special Award.

## Diskographische Hinweise
- RedBrass – Silence Is Consent – Riverside Recordings, 1976
- The Grand Union – Jelly Roll Soul – RedGold Records, 1982
- Tony Haynes’s Grand Union Orchestra – The Song of Many Tongues – RedGold Records, 1986
- Grand Union Orchestra – Freedom Calls – RedGold Records, 1989
- Grand Union Orchestra – Songlines – RedGold Records, 1992
- Grand Union Band – Music from Around the World – RedGold Records, 1993
- Grand Union Orchestra – The Rhythm of Tides – RedGold Records, 1997
- Grand Union Orchestra – Where the Rivers Meet – RedGold Records, 2000
- Grand Union Orchestra – Now Comes the Dragon’s Hour – RedGold Records, 2002
- Grand Union Band – Around the World in 80 Minutes – RedGold Records, 2002
- Grand Union Orchestra – Bhangra, Babylon & the Blues – RedGold Records, 2005
- Grand Union Orchestra – 12 for 12 – RedGold Records, 2011
- Grand Union Orchestra – If Paradise – RedGold Records, 2011
- Grand Union Orchestra – Undream’d Shores – RedGold Records, 2015
- Grand Union Orchestra – Song of Contagion – RedGold Records, 2017
- Grand Union Orchestra – Made by Human Hands – RedGold Records, 2022[1]